# Iperită

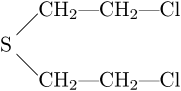
Iperită: formulă chimică
1,1-tiobis(2-cloroetan)

Iperită, cunoscut și cu numele de gaz muștar (engleză mustard gas, în Statele Unite: H.H.D.), este un agent chimic foarte persistent, al cărui efect durează mai multe zile și, prin aceasta, cu un efect demoralizant asupra trupelor adversare. Pe 11 iulie 1917, în Primul Război Mondial, germanii au introdus o nouă armă chimică în luptă. Germania a început de asemenea să folosească un alt agent chimic puternic, fosgenul, în timpul atacurilor cu gaze. Gazele de luptă au fost folosite la scară largă de ambele tabere în ultimele bătălii.

## Istorie
Pe 21/22 iulie 1917, germanii folosesc pe câmpul de luptă de la Ypres din Flandra acest agent chimic foarte dăunător. Folosirea acestui gaz a fost și este interzisă de Convențiile de la Haga din 1899 și 1907.